# Emma Slater
Emma Louise Slater (Tamworth, Staffordshire, 25 de diciembre de 1988) es una bailarina de salón y coreógrafa británica. Es más conocida por ser una de las bailarinas profesionales del programa estadounidense Dancing with the Stars de ABC.

## Primeros años
Slater nació en Tamworth, Staffordshire, donde a una edad temprana ella ensambló las escuelas locales de la etapa que tomaban parte en producciones numerosas. A la edad de 10 años, Slater comenzó su entrenamiento en bailes de salón y baile latino. En los primeros años de competencia ganó numerosas competiciones en Inglaterra.
A los 15 años apareció en el vídeo musical de George Michael, «Round Here», producido por Bikini Films en Londres. Más tarde ese año, Slater participó en el video de fitness «Latina Size» de la nueva filmación en los estudios Pinewood en Londres, Inglaterra.

## Carrera

### Baile competitivo
Slater tiene numerosos títulos a su nombre, especialmente en 2005 a los 16 años, ganó el British Under 21 Latin American Championships en el Blackpool Closed de 2005. Ganó el United Kingdom Under 21 Latin American Championships en los Pabellones de Bournemouth, Inglaterra. Clasificada en el top 10 del mundo, Slater pasó a representar el Reino Unido en competiciones en todo el mundo.

### Teatro
A los 16 años, Slater se unió al exitoso espectáculo de teatro Simply Ballroom realizando una gira en el Reino Unido, incluyendo el Teatro Drury Lane en West End de Londres, Emiratos Árabes Unidos y Sudáfrica. Mientras que en Sudáfrica, Slater apareció en Dancing with the South African Stars con su pareja celebridad, el presentador de televisión Dalen Lance. Después de Simply Ballroom, Slater tuvo una larga carrera en el West End de Londres con espectáculos teatrales; Dirty Dancing en el Teatro Aldwych donde fue supervisora principal de los bailarines de salón de latino, pero también estudió y interpretó el papel principal de Lisa Houseman, Cheek to Cheek en el London Coliseum y Latin Fever en el Teatro Peacock.
| Año       | Título                          | Papel                                    | Notas                                        |
| --------- | ------------------------------- | ---------------------------------------- | -------------------------------------------- |
| 2005      | Simply Ballroom                 | Bailarina principal                      | Gira en Reino Unido y el mundo               |
| 2005      | Vídeo musical de George Michael | Bailarina                                | Gira nacional                                |
| 2006      | Cuban Groove                    | Capitana de baile                        | Gira por Europa                              |
| 2007      | Dirty Dancing                   | Supervisora principal de bailes de salón | Teatro Aldwych                               |
| 2008      | Cheek to Cheek                  | Bailarina principal de salón/latino      | Teatro Coliseum DuBeke/Boag                  |
| 2008      | Latin Fever                     | Bailarina principal                      | Teatro Peacock Bennett/Kopylova              |
| 2009–2011 | Burn the Floor                  | Bailarina principal                      | West End de Londres, Broadway y gira mundial |

### Mamma Mia!
En 2008, Slater fue presentada en la película de Universal Pictures, Mamma Mia!, protagonizada por Meryl Streep, Pierce Brosnan y Colin Firth, dirigida por Phyllida Lloyd, esto incluyó cantar en la banda sonora nominada al Grammy para la película con el reparto, producida por ABBA. La película fue rodada en parte en la isla griega de Skópelos pero principalmente dentro de los estudios Pinewood de Londres. La película incluyó apariciones de cameo de Benny Andersson y Björn Ulvaeus de ABBA.

### Dancing with the Stars
En marzo de 2012, Slater se unió a la temporada 14 de Dancing with the Stars como bailarina del cuerpo de baile, donde bailó y coreografió todos los números de baile de apertura. Más tarde ese año, ella coreografió a Usher en los Billboard Music Awards en Las Vegas, incluyendo un trabajo de pareja con el co-coreógrafo y también miembro del cuerpo de baile, Sasha Farber. Después de tres temporadas siendo una miembro del cuerpo de baile, fue anunciada como una de las nuevas bailarinas profesionales para la temporada 17 del programa en septiembre de 2013, siendo su pareja el comediante y actor Bill Engvall, con quien a pesar de haber recibido puntajes bajos de los jueces durante la mayor parte de la temporada, pudieron llegar a la final y ubicarse en el cuarto puesto.
En 2014, regresó como bailarina profesional para la temporada 18 donde fue emparejada con el actor y cantante Billy Dee Williams, pero debido a una lesión de espalda, Williams se retiró de la competencia y quedaron en el décimo puesto. En la temporada 19 fue emparejada con el piloto de NASCAR, Michael Waltrip, llegando hasta la octava semana y quedando en el séptimo puesto.
En 2015, para la temporada 20 fue emparejada con el cantante de LMFAO, productor y rapero Redfoo, siendo la primera pareja eliminada de la competencia y terminando en el duodécimo puesto. Para la temporada 21 tuvo como pareja a la personalidad de Vine y redes sociales Hayes Grier, siendo eliminados en la séptima semana y quedando en el octavo puesto.
En 2016, ella no participó en la temporada 22 del programa. Regresó para la temporada 23 donde tuvo como pareja al político republicano Rick Perry, con quien fue eliminada en la tercera semana de la competencia, ubicándose en el duodécimo puesto.
En 2017, fue emparejada con el jugador de fútbol americano de la NFL, Rashad Jennings para la temporada 24, logrando llegar a ala final y ganando la competencia, marcando la primera victoria de Slater. Para la temporada 25 fue emparejada con el copresentador de Property Brothers, Drew Scott; ellos lograron llegar a la final de la competencia pero fueron eliminados en la primera noche, terminando en el cuarto puesto.
En 2018, tuvo como pareja al ex jardinero de la MLB Johnny Damon para la temporada 26, siendo los primeros eliminados en una doble eliminación y quedando en el noveno puesto. Para la temporada 27 fue emparejada con el actor y cantante de country John Schneider, siendo eliminados en una doble eliminación en la séptima semana y terminando en el séptimo puesto. Ese mismo año, Slater formó parte de la serie derivada Dancing with the Stars: Juniors, donde fue la mentora del actor Jason Maybaum y la bailarina Elliana Walmsley, quienes quedaron en el séptimo puesto.
En 2019, tuvo de pareja para la temporada 28 al actor de Dawson's Creek, James Van Der Beek, ubicándose en el quinto puesto al ser eliminados en la semifinal de la temporada. Para la temporada 29 en 2020, tuvo como pareja al ex ala-pívot de la NBA, Charles Oakley, siendo la primera pareja eliminada y terminando en el decimoquinto puesto. En la temporada 30 fue emparejada con el cantante de country Jimmie Allen, siendo eliminados en la octava semana en una doble eliminación y quedando en el séptimo puesto.

#### Rendimiento
| Temporada                                        | Pareja              | Puesto | Promedio |
| ------------------------------------------------ | ------------------- | ------ | -------- |
| 17                                               | Bill Engvall        | 4.º    | 22.73    |
| 18                                               | Billy Dee Williams  | 10.º   | 15.00    |
| 19                                               | Michael Waltrip     | 7.º    | 19.42*   |
| 20                                               | Redfoo              | 12.º   | 19.88*   |
| 21                                               | Hayes Grier         | 8.º    | 24.22    |
| 23                                               | Rick Perry          | 12.º   | 16.25*   |
| 24                                               | Rashad Jennings     | 1.º    | 27.00*   |
| 25                                               | Drew Scott          | 4.º    | 23.80    |
| 26                                               | Johnny Damon        | 9.º    | 18.00    |
| 27                                               | John Schneider      | 7.º    | 22.22    |
| 28                                               | James Van Der Beek  | 5.º    | 25.08    |
| 29                                               | Charles Oakley      | 15.º   | 13.50    |
| 30                                               | Jimmie Allen        | 7.º    | 23.58    |
| 31                                               | Trevor Donovan      | 6.º    | 23.81*   |
| 32                                               | Mauricio Umansky    | 9.º    | 18.50    |
| 33                                               | Reginald VelJohnson | 10.º   | 15.75    |
| * Promedios ajustados a una escala de 30 puntos. |                     |        |          |

- Temporada 17 con Bill Engvall

| Semana | Baile / Canción                        | Puntajes de los jueces | Puntajes de los jueces | Puntajes de los jueces | Resultado        |
| Semana | Baile / Canción                        | C. I.                  | L. G.                  | B. T.                  | Resultado        |
| --- | -------------------------------------- | ---------------------- | ---------------------- | ---------------------- | ---------------- |
| 1 | Foxtrot / «Hot Stuff»                  | 6                      | 6                      | 6                      | Sin eliminación  |
| 2 | Jive / «Crocodile Rock»                | 7                      | 7                      | 7                      | Últimos salvados |
| 3 | Pasodoble / «William Tell Overture»    | 8                      | 8                      | 8                      | Salvados         |
| 4 | Samba / «Cuban Pete»                   | 7                      | 71                     | 7                      | Salvados         |
| 5 | Vals vienés / «She's Always a Woman»   | 8                      | 8                      | 8                      | Salvados         |
| 6 | Tango / «Cheeseburger in Paradise»     | 8                      | 8                      | 7                      | Sin eliminación  |
| 6 | Reto de cambio / Varias                | 1 punto extra          | 1 punto extra          | 1 punto extra          | Sin eliminación  |
| 7 | Quickstep / «Viva Las Vegas»           | 8                      | 7                      | 8                      | Últimos salvados |
| 7 | Freestyle en equipo / «Bom Bom»        | 9                      | 9                      | 9                      | Últimos salvados |
| 8 | Disco / «Strong Enough»                | 8                      | 82                     | 8                      | Salvados         |
| 8 | Duelo de Disco / «Song for the Lonely» | Sin puntos extras      | Sin puntos extras      | Sin puntos extras      | Salvados         |
| 9 | Charlestón / «Yakety Yak»              | 7                      | 7                      | 7                      | Últimos salvados |
| 9 | Salsa en trío / «Candy»                | 7                      | 7                      | 7                      | Últimos salvados |
| 10 (Semifinal) | Chachachá / «Sexy and I Know It»       | 7                      | 7/73                   | 7                      | Últimos salvados |
| 10 (Semifinal) | Tango argentino / «Sexy and I Know It» | 8                      | 8/83                   | 8                      | Últimos salvados |
| 11 (Final) | Vals vienés / «She's Always a Woman»   | 8                      | 8                      | 8                      | Eliminados       |
| 11 (Final) | Samba / «No Scrubs»                    | 2 puntos extras        | 2 puntos extras        | 2 puntos extras        | Eliminados       |
| 11 (Final) | Freestyle / «The Raiders March»        | 8                      | 9                      | 8                      | Eliminados       |
| 1Puntaje dado por la juez invitada Julianne Hough en lugar de Goodman. 2Puntaje dado por la juez invitada Cher en lugar de Goodman. 3Puntaje dado por el juez invitado Maksim Chmerkovskiy. |                                        |                        |                        |                        |                  |

- Temporada 18 con Billy Dee Williams

| Semana | Baile / Canción               | Puntajes de los jueces | Puntajes de los jueces | Puntajes de los jueces | Resultado       |
| Semana | Baile / Canción               | C. I.                  | L. G.                  | B. T.                  | Resultado       |
| ------ | ----------------------------- | ---------------------- | ---------------------- | ---------------------- | --------------- |
| 1      | Chachachá / «Star Wars Theme» | 5                      | 5                      | 5                      | Sin eliminación |
| 2      | Tango / «Peter Gunn Theme»    | 5                      | 5                      | 5                      | Salvados        |
| 3      | Vals / —                      | —                      | —                      | —                      | Abandonaron     |

- Temporada 19 con Michael Waltrip

| Semana | Baile / Canción                            | Puntajes de los jueces | Puntajes de los jueces | Puntajes de los jueces | Puntajes de los jueces | Resultado        |
| Semana | Baile / Canción                            | C. I.                  | L. G.                  | J. H.                  | B. T.                  | Resultado        |
| --- | ------------------------------------------ | ---------------------- | ---------------------- | ---------------------- | ---------------------- | ---------------- |
| 1 | Chachachá / «Born to Be Wild»              | 7                      | 6                      | 6                      | 6                      | Salvados         |
| 2 | Samba / «Girls in Bikinis»                 | 6                      | 6                      | 6                      | 6                      | Últimos salvados |
| 3 | Vals / «(Everything I Do) I Do It for You» | 7                      | 71                     | 7                      | 7                      | Salvados         |
| 4 | Quickstep / «Givin' It Up for Your Love»   | 6                      | 72                     | 6                      | 6                      | Últimos salvados |
| 53 | Disco / «Car Wash»                         | 5                      | 54                     | 5                      | 5                      | Sin eliminación  |
| 6 | Tango argentino / «Give Me Everything»     | 8                      | 75                     | 8                      | 7                      | Salvados         |
| 7 | Jive / «The Devil Went Down to Georgia»    | 5                      | 5                      | 5                      | 5                      | Salvados         |
| 7 | Freestyle en equipo / «Black Widow»        | 9                      | 9                      | 9                      | 9                      | Salvados         |
| 8 | Foxtrot / «You'll Be in My Heart»          | 6                      | 7                      | 6                      | 6                      | Eliminados       |
| 8 | Duelo de Rumba / «I'm Not the Only One»    | Sin puntos extras      | Sin puntos extras      | Sin puntos extras      | Sin puntos extras      | Eliminados       |
| 1Puntaje dado por el juez invitado Kevin Hart en lugar de Goodman. 2Puntaje dado por el público en lugar de Goodman. 3Por los «cambios de pareja», Waltrip bailó con Witney Carson y Slater con Tommy Chong. 4Puntaje dado por la juez invitada Jessie J en lugar de Goodman. 5Puntaje dado por el juez invitado Pitbull en lugar de Goodman. |                                            |                        |                        |                        |                        |                  |

- Temporada 20 con Redfoo

| Semana | Baile / Canción            | Puntajes de los jueces | Puntajes de los jueces | Puntajes de los jueces | Puntajes de los jueces | Resultado       |
| Semana | Baile / Canción            | C. I.                  | L. G.                  | J. H.                  | B. T.                  | Resultado       |
| ------ | -------------------------- | ---------------------- | ---------------------- | ---------------------- | ---------------------- | --------------- |
| 1      | Chachachá / «Juicy Wiggle» | 6                      | 5                      | 5                      | 6                      | Sin eliminación |
| 2      | Jive / «My Sharona»        | 8                      | 7                      | 8                      | 8                      | Eliminados      |

- Temporada 21 con Hayes Grier

| Semana | Baile / Canción                             | Puntajes de los jueces | Puntajes de los jueces | Puntajes de los jueces | Resultado       |
| Semana | Baile / Canción                             | C. I.                  | J. H.                  | B. T.                  | Resultado       |
| --- | ------------------------------------------- | ---------------------- | ---------------------- | ---------------------- | --------------- |
| 1 | Chachachá / «Cheerleader»                   | 7                      | 7                      | 7                      | Sin eliminación |
| 2 | Foxtrot / «This Is How We Roll»             | 8                      | 7                      | 7                      | Salvados        |
| 2 | Quickstep / «Are You Gonna Be My Girl»      | 8                      | 7                      | 8                      | Salvados        |
| 3 | Jive / «Teenage Mutant Ninja Turtles Theme» | 7/81                   | 7                      | 8                      | Salvados        |
| 4 | Contemporáneo / «Stitches»                  | 9                      | 9                      | 9                      | Salvados        |
| 52 | Vals vienés / «Like I'm Gonna Lose You»     | 8                      | 8/73                   | 7                      | Sin eliminación |
| 6 | Jazz / «You're the One That I Want»         | 8                      | 8/84                   | 8                      | Salvados        |
| 7 | Vals / «Once Upon a Dream»                  | 8                      | 9                      | 9                      | Eliminados      |
| 7 | Freestyle en equipo / «This is Halloween»   | 10                     | 10                     | 10                     | Eliminados      |
| 1Puntaje dado por el juez invitado Alfonso Ribeiro. 2Por los «cambios de pareja», Grier bailó con Allison Holker y Slater con Alek Skarlatos. 3Puntaje dado por el juez invitado Maksim Chmerkovskiy. 4Puntaje dado por la juez invitada Olivia Newton-John. |                                             |                        |                        |                        |                 |

- Temporada 23 con Rick Perry

| Semana | Baile / Canción                 | Puntajes de los jueces | Puntajes de los jueces | Puntajes de los jueces | Puntajes de los jueces | Resultado       |
| Semana | Baile / Canción                 | C. I.                  | L. G.                  | J. H.                  | B. T.                  | Resultado       |
| ------ | ------------------------------- | ---------------------- | ---------------------- | ---------------------- | ---------------------- | --------------- |
| 1      | Chachachá / «God Blessed Texas» | 5                      | 5                      | 5                      | 5                      | Sin eliminación |
| 2      | Quickstep / «Green Acres Theme» | 6                      | 5                      | 6                      | 5                      | Salvados        |
| 3      | Pasodoble / «Tamacun»           | 6                      | 5                      | 6                      | 6                      | Eliminados      |

- Temporada 24 con Rashad Jennings

| Semana | Baile / Canción                                                                            | Puntajes de los jueces | Puntajes de los jueces | Puntajes de los jueces | Puntajes de los jueces | Resultado        |
| Semana | Baile / Canción                                                                            | C. I.                  | L. G.                  | J. H.                  | B. T.                  | Resultado        |
| --- | ------------------------------------------------------------------------------------------ | ---------------------- | ---------------------- | ---------------------- | ---------------------- | ---------------- |
| 1 | Chachachá / «24K Magic»                                                                    | 8                      | 7                      | 8                      | 8                      | Sin eliminación  |
| 2 | Vals vienés / «Suffer»                                                                     | 8                      | 8                      | 8                      | 8                      | Salvados         |
| 3 | Samba / «Swalla»                                                                           | 7                      | 7                      | 7                      | 7                      | Salvados         |
| 4 | Contemporáneo / «Unconditionally»                                                          | 10                     | 9                      | 10                     | 10                     | Salvados         |
| 5 | Foxtrot / «Evermore»                                                                       | 7                      | 8                      | 9                      | 8                      | Salvados         |
| 6 | Tango / «Reach Out I'll Be There»                                                          | 9                      | 9                      | 101                    | 9                      | Salvados         |
| 6 | Freestyle en equipo / «Dancing Machine», «You Got It (The Right Stuff)» & «Best Song Ever» | 8                      | 8                      | 91                     | 8                      | Salvados         |
| 7 | Pasodoble / «O Fortuna»                                                                    | 9                      | 9                      | 102                    | 9                      | Salvados         |
| 7 | Duelo de Jive / «Gimme Some Lovin'»                                                        | 2 puntos extras        | 2 puntos extras        | 2 puntos extras        | 2 puntos extras        | Salvados         |
| 8 | Jive / «Shake a Tail Feather»                                                              | 9                      | 9                      | 9                      | 9                      | Últimos salvados |
| 8 | Tango argentino en trío / «Dreams»                                                         | 10                     | 9                      | 10                     | 10                     | Últimos salvados |
| 9 (Semifinal) | Rumba / «Say You Won't Let Go»                                                             | 9                      | 9                      | 10                     | 10                     | Salvados         |
| 9 (Semifinal) | Quickstep / «Yes I Can»                                                                    | 10                     | 9                      | 10                     | 10                     | Salvados         |
| 10 (Final) | Vals vienés / «Dark Times»                                                                 | 10                     | 10                     | 10                     | 10                     | Ganadores        |
| 10 (Final) | Freestyle / «Let's Go» & «Uptown Funk»                                                     | 10                     | 10                     | 10                     | 10                     | Ganadores        |
| 10 (Final) | Chachachá & Tango fusión / «I Don't Like It, I Love It»                                    | 10                     | 9                      | 10                     | 10                     | Ganadores        |
| 1Puntaje dado por el juez invitado Nick Carter en lugar de Hough. 2Puntaje dado por la juez invitada Mandy Moore en lugar de Hough. |                                                                                            |                        |                        |                        |                        |                  |

- Temporada 25 con Drew Scott

| Semana                                                                                              | Baile / Canción                                     | Puntajes de los jueces | Puntajes de los jueces | Puntajes de los jueces | Resultado       |
| Semana                                                                                              | Baile / Canción                                     | C. I.                  | L. G.                  | B. T.                  | Resultado       |
| --------------------------------------------------------------------------------------------------- | --------------------------------------------------- | ---------------------- | ---------------------- | ---------------------- | --------------- |
| 1                                                                                                   | Foxtrot / «Our House»                               | 6                      | 5                      | 5                      | Sin eliminación |
| 2                                                                                                   | Quickstep / «Sing, Sing, Sing (With a Swing)»       | 7                      | 6                      | 7                      | Salvados        |
| 2                                                                                                   | Rumba / «Lights Down Low»                           | 7                      | 7                      | 7                      | Salvados        |
| 3                                                                                                   | Tango argentino / «Red Right Hand»                  | 8                      | 7                      | 8                      | Sin eliminación |
| 4                                                                                                   | Jive / «Don't Stop Me Now»                          | 8                      | 8                      | 8                      | Salvados        |
| 5                                                                                                   | Vals vienés / «Rainbow Connection»                  | 9                      | 8                      | 8                      | Salvados        |
| 6                                                                                                   | Pasodoble / «Legend»                                | 7                      | 7/91                   | 7                      | Salvados        |
| 7                                                                                                   | Charlestón / «Remains of the Day»                   | 9                      | 9                      | 9                      | Salvados        |
| 7                                                                                                   | Freestyle en equipo / «The Phantom of the Opera»    | 10                     | 10                     | 10                     | Salvados        |
| 8                                                                                                   | Vals / «Both Sides Now (Torch Songs)»               | 7                      | 7                      | 8                      | Salvados        |
| 8                                                                                                   | Chachachá en trío / «Get Up Offa That Thing»        | 9                      | 8                      | 8                      | Salvados        |
| 9 (Semifinal)                                                                                       | Tango / «I'm Gonna Be (500 Miles)»                  | 8                      | 8                      | 8                      | Salvados        |
| 9 (Semifinal)                                                                                       | Jazz / «Yeah!»                                      | 8                      | 8                      | 8                      | Salvados        |
| 10 (Final)                                                                                          | Pasodoble / «Get Ready»                             | 9                      | 9/92                   | 9                      | Eliminados      |
| 10 (Final)                                                                                          | Freestyle / «The Ding-Dong Daddy of the D-Car Line» | 9                      | 10/102                 | 10                     | Eliminados      |
| 1Puntaje dado por la juez invitada Shania Twain. 2Puntaje dado por la juez invitada Julianne Hough. |                                                     |                        |                        |                        |                 |

- Temporada 26 con Johnny Damon

| Semana | Baile / Canción         | Puntajes de los jueces | Puntajes de los jueces | Puntajes de los jueces | Resultado  |
| Semana | Baile / Canción         | C. I.                  | L. G.                  | B. T.                  | Resultado  |
| ------ | ----------------------- | ---------------------- | ---------------------- | ---------------------- | ---------- |
| 1      | Foxtrot / «Centerfield» | 6                      | 6                      | 6                      | Eliminados |

- Temporada 27 con John Schneider

| Semana | Baile / Canción                                             | Puntajes de los jueces | Puntajes de los jueces | Puntajes de los jueces | Resultado        |
| Semana | Baile / Canción                                             | C. I.                  | L. G.                  | B. T.                  | Resultado        |
| ------ | ----------------------------------------------------------- | ---------------------- | ---------------------- | ---------------------- | ---------------- |
| 1      | Foxtrot / «Theme from The Dukes of Hazzard (Good Ol' Boys)» | 7                      | 5                      | 6                      | Salvados         |
| 2      | Charlestón / «New York's My Home»                           | 8                      | 7                      | 8                      | Últimos salvados |
| 2      | Jive / «King Creole»                                        | 7                      | 6                      | 7                      | Últimos salvados |
| 3      | Vals / «Smile»                                              | 7                      | 7                      | 7                      | Salvados         |
| 4      | Tango argentino en trío / «Torn»                            | 7                      | 7                      | 7                      | Salvados         |
| 5      | Quickstep / «I Wan'na Be like You (The Monkey Song)»        | 8                      | 8                      | 8                      | Salvados         |
| 6      | Pasodoble / «Main Titles»                                   | 6                      | 7                      | 6                      | Salvados         |
| 7      | Jazz / «Thank God I'm a Country Boy»                        | 8                      | 9                      | 8                      | Eliminados       |
| 7      | Freestyle en equipo / «9 to 5»                              | 10                     | 9                      | 10                     | Eliminados       |

- Temporada 28 con James Van Der Beek

| Semana                                                                                          | Baile / Canción                                | Puntajes de los jueces | Puntajes de los jueces | Puntajes de los jueces | Resultado       |
| Semana                                                                                          | Baile / Canción                                | C. I.                  | L. G.                  | B. T.                  | Resultado       |
| ----------------------------------------------------------------------------------------------- | ---------------------------------------------- | ---------------------- | ---------------------- | ---------------------- | --------------- |
| 1                                                                                               | Tango / «Whatever It Takes»                    | 7                      | 7                      | 7                      | Sin eliminación |
| 2                                                                                               | Chachachá / «Dancing on the Ceiling»           | 7                      | 6                      | 7                      | Salvados        |
| 3                                                                                               | Rumba / «Shallow»                              | 8                      | 7                      | 8                      | Salvados        |
| 4                                                                                               | Quickstep / «Walking on Sunshine»              | 7/71                   | 7                      | 7                      | Salvados        |
| 5                                                                                               | Pasodoble / «He's a Pirate»                    | 9                      | 8                      | 9                      | Sin eliminación |
| 6                                                                                               | Samba / «Light It Up»                          | 9                      | 9                      | 9                      | Salvados        |
| 7                                                                                               | Vals vienés / «I Put a Spell on You»           | 9                      | 9                      | 9                      | Salvados        |
| 7                                                                                               | Freestyle en equipo / «Somebody's Watching Me» | 9                      | 9                      | 9                      | Salvados        |
| 8                                                                                               | Contemporáneo / «Don't Stop Believin'»         | 10                     | 10                     | 10                     | Salvados        |
| 9                                                                                               | Jive / «I'm So Excited»                        | 9                      | 9/92                   | 9                      | Salvados        |
| 9                                                                                               | Jazz / «Bye Bye Bye»                           | 9                      | 8/102                  | 9                      | Salvados        |
| 10 (Semifinal)                                                                                  | Chachachá / «Canned Heat»                      | 8                      | 8                      | 8                      | Eliminados      |
| 10 (Semifinal)                                                                                  | Foxtrot / «Take Me to Church»                  | 9                      | 9                      | 9                      | Eliminados      |
| 1Puntaje dado por la juez invitada Leah Remini. 2Puntaje dado por el juez invitado Joey Fatone. |                                                |                        |                        |                        |                 |

- Temporada 29 con Charles Oakley

| Semana | Baile / Canción              | Puntajes de los jueces | Puntajes de los jueces | Puntajes de los jueces | Resultado       |
| Semana | Baile / Canción              | C. I.                  | D. H.                  | B. T.                  | Resultado       |
| ------ | ---------------------------- | ---------------------- | ---------------------- | ---------------------- | --------------- |
| 1      | Salsa / «In da Club»         | 4                      | 4                      | 4                      | Sin eliminación |
| 2      | Chachachá / «Never Too Much» | 5                      | 5                      | 5                      | Eliminados      |

- Temporada 30 con Jimmie Allen

| Semana | Baile / Canción                                 | Puntajes de los jueces | Puntajes de los jueces | Puntajes de los jueces | Puntajes de los jueces | Resultado       |
| Semana | Baile / Canción                                 | C. I.                  | L. G.                  | D. H.                  | B. T.                  | Resultado       |
| ------ | ----------------------------------------------- | ---------------------- | ---------------------- | ---------------------- | ---------------------- | --------------- |
| 1      | Tango / «The Way I Are»                         | 6                      | 5                      | 6                      | 5                      | Sin eliminación |
| 2      | Rumba / «Make Me Want To»                       | 7                      | 6                      | 7                      | 7                      | Salvados        |
| 3      | Salsa / «Outrageous»                            | 6                      | 6                      | —                      | 8                      | Salvados        |
| 4      | Pasodoble / «I'll Make a Man Out of You»        | 8                      | 7                      | 8                      | 7                      | Salvados        |
| 4      | Jazz / «Bad Guy»                                | 9                      | 8                      | 9                      | 9                      | Salvados        |
| 5      | Foxtrot / «Sandy»                               | 8                      | 8                      | 9                      | 9                      | Salvados        |
| 6      | Contemporáneo / «Say Something»                 | 10                     | 9                      | 10                     | 9                      | Salvados        |
| 7      | Vals vienés / «Somebody to Love»                | 9                      | 9                      | 10                     | 10                     | Salvados        |
| 7      | Relevo de Foxtrot / «Under Pressure»            | Sin puntos extras      | Sin puntos extras      | Sin puntos extras      | Sin puntos extras      | Salvados        |
| 8      | Chachachá / «Escapade»                          | 8                      | 8                      | 8                      | 8                      | Eliminados      |
| 8      | Duelo de Salsa / «Made for Now (Latin Version)» | Sin puntos extras      | Sin puntos extras      | Sin puntos extras      | Sin puntos extras      | Eliminados      |

## Vida personal
Ella salió con su compañero de Dancing with the Stars, Sasha Farber, de 2011 a 2014. En diciembre de 2015, Farber hizo una publicación en su cuenta de Instagram confirmando que él y Slater estaban juntos de nuevo. El 4 de octubre de 2016, Farber hizo una propuesta de matrimonio a Slater durante una emisión de Dancing with the Stars. Slater se casó con Farber el 25 de marzo de 2018, con sus colegas profesionales de Dancing with the Stars, Witney Carson y Lindsay Arnold sirviendo como damas de honor, y Derek Hough sirviendo como uno de los padrinos de boda de Farber.